# ناصرآباد (مقاطعة دهغلان)
ناصرآباد (بالفارسية: ناصرآباد) هي قرية تقع في قسم حومة دهغلان الريفي (مقاطعة دهغلان) في إيران. يقدر عدد سكانها بـ 220 نسمة .